# 土星マンション
『土星マンション』（どせいマンション）は岩岡ヒサエによる日本の漫画作品。小学館発行の月刊漫画雑誌「月刊IKKI」に連載された。短編作が多い岩岡初のSF長編作品である。単行本は全7巻。2011年に第15回文化庁メディア芸術祭マンガ部門大賞を受賞。

## あらすじ
地球全体が自然保護区域となり、地上に降りることが許されなくなった時代。人間は遙か35,000メートル上空に浮かぶ巨大なリング状のマンションで暮らしていた。
地球の周囲をめぐる上層・中層・下層からなるその巨大なリングシステムで、主人公・ミツは生まれ育った。ミツは中学卒業と同時に、亡き父と同じ職種「コロニーの窓拭き」を始める。ベテラン窓拭き職人「仁さん」とコンビを組むこととなったミツは、さまざまな困難を乗り越え、仕事を通し、色々な人と出会い一歩ずつ成長していく。

## 登場人物
ミツ
主人公。16歳。中学を卒業したばかりの窓ふき職人。亡父の組合の補助を受けながら一人で生きてきた。既に家族はおらず、天涯孤独の身である。
アキ / 章利（アキトシ）
ミツの父。5年前、作業中の事故でリングシステムから落ちた。
仁（じん）
ベテランの窓ふき職人。新人のミツとコンビを組むことに。春子という妻と二人暮らし。昔かたぎの職人でミツの教育係。
春子（はるこ）
仁の妻。病弱。アキ、タマチと親しくかかわっていた。
影山（かげやま）
ミツの家の隣に住む窓ふき職人。奥さん共々ミツを気にかけてくれている。
影山カナエ
影山の妻。夫ともどもミツに色々と世話を焼いてくれる。
影山フユ
影山の一人娘。
タマチ
昔、ミツの父とコンビを組んでいた青年。現在は「バイオガス発電所」で働いている。フルネームは田町玉悟朗。
真（マコト）
先輩格の窓ふき職人。タマチの友達であったため、ミツを敵視している。
佐知（サチ）
落下物調査員。コロニーの上を移動する家に住んでいる。酒好き。
美幸（ミユキ）
佐知の飼っている猫。
ソウタ（宗太）
学者を目指していたが、大学卒業後、下層住民の為、中層での就職が不可能だと知る。現在、下層の「バイオガス発電所」でタマチと共に働く。
カヨ
ソウタの妻。屋台で焼きそば屋を出店している。結婚の際、下層住民でありながら高額な下層の窓拭きを依頼。仁とミツが担当することとなる。
タヌキ（田抜）
リングシステムの海洋養殖王。ミツに無理な依頼を要求。
木元ツネオ
廃材回収業（掃除屋）の会社を運営している。ミツを引き抜こうとしている。
ニシマル
ソウタの大学の研究室で一緒だった男性。ソウタと共に地球に降りる方法を画策しているが、実際の所は･･･
フジキ
影山の旧友。上層住民だったが会社の経営に失敗し、下層住民になった。シャツ作りが趣味。
マユ
ミツの中学時代のクラスメイト。社長令嬢。上層から下層への通信が可能な無線機を一人で作ることができる才能の持ち主。
モッシ / 森下（もりした）
ソウタが過去に住んでいたアパートの隣の部屋に引っ越してくる。中層の保安局員。
幸嶋（ユキシマ）
ミツの年上の後輩。28歳。どことなくゆるい。
田町玉緒（タマチたまお）
タマチの祖母。たまご細工の職人。

## サブタイトル一覧
本作では第1話、第2話…ではなく、floor1、floor2…と表記される。
単行本には「in the loft」という描きおろしが掲載される場合がある。
1巻
1. 地球
2. 仕事
3. 灯り
4. 遠い場所
5. ウミ
6. 緑の部屋
7. 仮面の下
8. 造り物
2巻
9. 小さな部屋
10. 近くて遠く
11. ヤスミノヒ
12. 食事会
13. 夜祭
14. 今いる場所
15. 手の先に
16. キラリ
17. 華の部屋
3巻
18. ヒトリの部屋
19. 記号
20. 空の部屋
21. いつもの風景
22. 屋根のある部屋
23. 掃除屋
24. 使いみち
25. 遠回り
26. 届く声
4巻
27. 試験
28. 目標の人
29. 続くみち
30. 聖地
31. 幸嶋
32. 仕事納め
33. さく
34. 星の並び
35. 想い
5巻
36. たまごの人
37. 広い窓
38. 窓の下
39. 手にしたモノ
40. シャツと決意
41. 包まれる声
42. 幸嶋と唐揚げ
43. 始まりの部屋
44. 薬屋の見立て
6巻
45. 導く糸は
46. 君の乗る舟
47. 平たい地
48. 希望
49. 影を見て
50. 戸惑う者
51. 煙
52. 混乱
53. 光と影
7巻
54. 静かな行進
55. 交差点
56. 思い出す場所
57. 約束
58. 変化
59. 同じ場所
60. 舟のお披露目
61. それぞれの想い
62. 繋がる道の先
63. 地上へ
64. 空の故郷

## 所収
IKKIコミックスより
- 2006年10月、第1巻発行。ISBN 978-4-09-188339-1 （ISBN 4-09-188339-7）
- 2007年06月、第2巻発行。ISBN 978-4-09-188366-7 （ISBN 4-09-188366-4）
- 2008年03月、第3巻発行。ISBN 978-4-09-188408-4 （ISBN 4-09-188408-3）
- 2009年02月、第4巻発行。ISBN 978-4-09-188436-7 （ISBN 4-09-188436-9）
- 2009年11月、第5巻発行。 ISBN 978-4-09-188488-6 （ISBN 4-09-188488-1）
- 2010年09月、第6巻発行。 ISBN 978-4-09-188525-8 （ISBN 4-09-188525-X）
- 2011年08月、第7巻発行。 ISBN 978-4-09-188556-2 （ISBN 4-09-188556-X）

## 映画化企画と中止
『月刊IKKI』2008年8月号にて、本作の実写映画化が決定したと告知された。しかし、この企画については、早い段階で「リーマンショックの煽りを受けて」中止となったことを、2011年1月に著者が公式サイトの日記で公表している。